# 올하 살라두하
올하 살라두하(우크라이나어: Ольга Саладуха, 1983년 6월 4일 ~ )는 우크라이나의 육상 선수이자 최고 라다의 국회의원이다.

## 인물 정보
살라두하는 세르게이 부브카와 같은 클럽에서 육상을 시작했다. 1998년에 그녀는 13.32m의 유럽 기록을 세웠다. 그 후 그녀는 2002년 세계 주니어 육상 선수권 대회에서 5위를 했다. 다음 2년동안 부상으로 고통을 겪었고 잠시 은퇴한후, 그녀는 2006년 유럽 육상 선수권 대회에서 4위를 했다. 그녀는 2007년 하계 유니버시아드 대회에서 14.79m의 개인 기록과 함께 금메달을 획득했다.
2008년 말에 살라두하는 1년동안의 선수 생활 공백기를 가졌다. 그녀는 그 후 2010년에 복귀했고, 바르셀로나 유럽 선수권 대회에서 금메달을 획득했다. 그녀는 2011년 대구 세계 육상 선수권 대회에서 금메달을 따기 위해 계속했다.
그녀는 2012년 런던 올림픽에서 동메달을 획득했다.
살라두하는 2012년 6월 29일에 헬싱키 유럽 선수권 대회에서 14.99m의 개인 최고 점프 기록을 세웠다. 그녀는 멀리뛰기에서 6.37m의 개인 최고 기록을 세웠다.
그녀는 사이클 선수 데니스 코스티유크와 결혼했다.
2019년 우크라이나 총선에서 인민의 종으로 비례후보에 공천되었으며, 당선되었다.

## 같이 보기
- 세단뛰기

## 참조
1. ↑  “[세계 육상] 살라두하, 女세단뛰기 '춘추전국' 평정”. 스포츠한국. 2011년 9월 1일.[깨진 링크(과거 내용 찾기)]